# Kepler-102
Kepler-102 là một ngôi sao trong chòm sao Thiên Cầm. Kepler-102 ít phát sáng hơn Mặt Trời.  Hệ sao không chứa bất kỳ lượng bụi nào có thể quan sát được.

## Hệ hành tinh
| Thiên thể đồng hành (thứ tự từ ngôi sao ra) | Khối lượng   | Bán trục lớn (AU) | Chu kỳ quỹ đạo (ngày) | Độ lệch tâm | Độ nghiêng | Bán kính |
| ------------------------------------------- | ------------ | ----------------- | --------------------- | ----------- | ---------- | -------- |
| b                                           | —            | 0.055             | 5.28696               | —           | 85.37°     | 0.47 R🜨  |
| c                                           | —            | 0.067             | 7.07142               | —           | 87.09°     | 0.58 R🜨  |
| d                                           | —            | 0.086             | 10.3117               | —           | 87.09°     | 1.18 R🜨  |
| e                                           | 8.9 ± 2.0 M🜨 | 0.116             | 16.1457               | —           | 87.66°     | 2.22 R🜨  |
| f                                           | —            | 0.165             | 27.4536               | —           | 88.24°     | 0.88 R🜨  |